# 신원호 (배우)
신원호(1993년 11월 2일 ~ )은 대한민국의 배우이다.

## 출연작품

### 영화
- 2015년 《친애하는 지도자동지께》 - 영림 역
- 2016년 《어느 여름날 밤에》 - 태규 역
- 2017년 《사랑받지 못한 여자》 - 도경 역
- 2017년 《재심》 - 현재수정 남자친구 역
- 2017년 《길》 - 윤석 역
- 2018년 《스타박'스 다방》 - 박차두 역
- 2019년 《로드킬》 - 현석 역
- 2023년 《찬란한 나의 복수》 - 벙어리 역
- 개봉 미정 《자매의 공동묘지》 - 원호 역

### 드라마
- 《우리집에 놀러오개》 (2016년, 웹드라마) - 계덕훈 역
- 《슬기로운 감빵생활》 (2017년, tvN) - 주정훈 상병 역
- 《뷰티 인사이드》 (2018년, JTBC) - 민우 역
- 《나인룸》 (2018년, tvN) - 땡칠 애인 역